# Donnelly (Familienname)
Donnelly ist ein englischer Familienname.

## Namensträger
- Aaron Donnelly (Radsportler)  (* 1991), australischer Radrennfahrer
- Aaron Donnelly (Fußballspieler, 2000)  (* 2000), nordirischer Fußballspieler
- Aaron Donnelly (Fußballspieler, 2003)  (* 2003), nordirischer Fußballspieler
- Abbie Donnelly (* 1996), britische Langstreckenläuferin
- Abby Donnelly (* 2002), US-amerikanische Schauspielerin
- Aileen Donnelly, irische Juristin
- Albie Donnelly (* 1947), britischer Saxofonist und Sänger
- Benjamin Donnelly (* 1996), kanadischer Eisschnellläufer
- Bertie Donnelly (1894–1977), irischer Radrennfahrer.
- Brian Donnelly (Politiker) (1949–2008), neuseeländischer Politiker
- Brian Donnelly (* 1974), US-amerikanischer Pop-Art-Künstler und Designer, siehe KAWS
- Brian J. Donnelly (1946–2023), US-amerikanischer Politiker
- Charles L. Donnelly Jr. (1929–1994), US-amerikanischer General der Air Force
- Chris Donnelly (* 1946), britischer Militärwissenschaftler und Reserveoffizier
- Dan Donnelly (1788–1820), irischer Boxer in der Bare-knuckle-Ära
- Dave Donnelly (* 1962), kanadischer Eishockeyspieler
- Declan Donnelly (* 1975), britischer Moderator
- Dervilla Donnelly (1930–2024), irische Chemikerin
- Donal Donnelly (1931–2010), englisch-irischer Schauspieler
- Ed Gass-Donnelly (* 1977), kanadischer Filmregisseur, -produzent und Drehbuchautor
- Elfie Donnelly (* 1950), britische Autorin
- Euphrasia Donnelly (1905–1963), US-amerikanische Schwimmerin
- Gary Donnelly (* 1962), US-amerikanischer Tennisspieler
- George Joseph Donnelly (1889–1950), US-amerikanischer Geistlicher
- Henry Edmund Donnelly (1904–1967), US-amerikanischer Geistlicher, Weihbischof in Detroit
- Horace James Donnelly (1879–1981), US-amerikanischer Anwalt
- Ignatius Donnelly (1831–1901), US-amerikanischer Jurist und Politiker (Minnesota)
- Jack Donnelly (* 1986), britischer Schauspieler
- James Donnelly (1893–1959), irischer Fußballspieler und -trainer
- Jennifer Donnelly (* 1963), US-amerikanische Schriftstellerin
- Jim Donnelly (* 1946), schottischer Snookerspieler
- Joe Donnelly (* 1955), US-amerikanischer Politiker
- John Donnelly (Ruderer) (1905–1986), kanadischer Ruderer
- John Donnelly (Fußballspieler, 1936) (1936–2009), schottischer Fußballspieler
- John Donnelly (Fußballspieler, 1961) (* 1961), schottischer Fußballspieler
- Joseph Francis Donnelly (1909–1977), US-amerikanischer Geistlicher, Weihbischof in Hartford
- Lara Elena Donnelly (* 1990), US-amerikanische Schriftstellerin
- Laura Donnelly (* 1982), nordirische Schauspielerin
- Liam Donnelly (* 1996), nordirischer Fußballspieler
- Lucas Luis Dónnelly Carey (1921–2012), argentinischer Ordensgeistlicher, Prälat von Deán Funes
- Martin Donnelly (* 1964), nordirischer Automobilrennfahrer
- Meg Donnelly (* 2000), US-amerikanische Schauspielerin und Sängerin
- Michael Donnelly, irischer Politiker
- Mike Donnelly (Schachspieler) (* 1950), englischer Schachspieler
- Mike Donnelly (Squashspieler), australischer Squashspieler
- Mike Donnelly (Eishockeyspieler) (Michael Chene Donnelly; * 1963), US-amerikanischer Eishockeyspieler, -trainer und -scout
- Nigel Donnelly (* 1968), neuseeländischer Radrennfahrer
- Paul Donnelly (* im 20. Jahrhundert), irischer Politiker
- Peter Donnelly (* 1959), australischer Statistiker und Genetiker
- Phil M. Donnelly (1891–1961), US-amerikanischer Politiker
- Robert William Donnelly (1931–2014), US-amerikanischer Geistlicher
- Russell J. Donnelly (1930–2015), kanadisch-amerikanischer Physiker
- Ruth Donnelly (1896–1982), US-amerikanische Schauspielerin
- Samantha Donnelly (* 2001), neuseeländische Radsportlerin
- Sean Donnelly (* 1993), US-amerikanischer Hammerwerfer
- Simon Donnelly (* 1974), schottischer Fußballspieler
- Stephen Donnelly (* 1975), irischer Politiker
- Steven Donnelly (* 1988), irischer Boxer
- Tim Donnelly (1944–2021), US-amerikanischer Schauspieler
- Trisha Donnelly (* 1974), US-amerikanische Künstlerin
- Walter J. Donnelly (1896–1970), US-amerikanischer Diplomat
- Wendy Donnelly, irische Badmintonspielerin